# Lomepal
Antoine Valentinelli (4. prosince 1991 v Paříži), známější pod uměleckým jménem Lomepal, je francouzský rapper a zpěvák. Za své umělecké jméno vděčí Antoine svým kamarádům z dětství. Ti ho kvůli jeho nápadně bledé pleti považovali za neustále nemocného, a tak mu začali říkat "l'homme pâle", neboli česky "bledý muž". Fonetický přepis této přezdívky, Lomepal, pak Antoine přijal jako svůj pseudonym.
Lomepal je vášnivým skateboardistou a skrze skateboardovou komunitu se dostal i k rapování. Jak sám říká: "Je to jednoduchý: nepamatuji si během posledních deseti let jediný den, kdy bych nestál na skatu."

## Životopis

### Mládí a dospívání

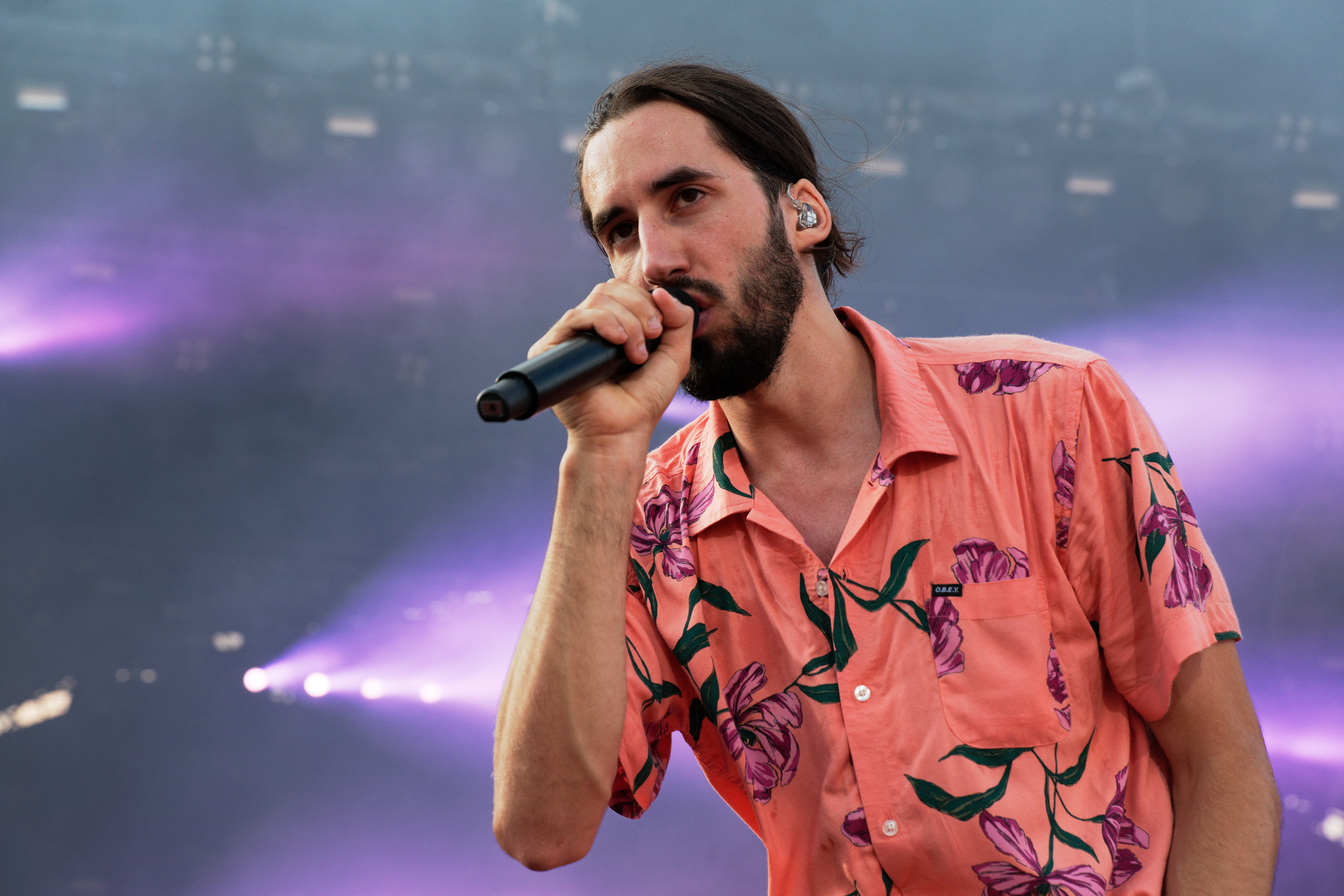
Lomepal na festivalu Vieilles Charrues 2019

Lomepal se narodil 4. prosince 1991 v Paříži, 13. obvodu. Je synem Dominiqua Valentinelliho, editora v nakladatelství Gallimard, a Pascale Valentinelli, umělkyně a malířky.
Vyrůstal v prostředí, které bylo stejně podnětné jako nestabilní. Příjem jeho matky, která ho vychovávala, byl totiž velmi nepravidelný: „Střední třída, trochu bohémská. Bydlel jsem v obrovském ateliéru, kde bývaly výstavy. Maminčiny práce se někdy prodávaly dobře, ale jindy to zase bylo finančně náročnější.“ Antoine byl ještě malý, když jeho otec odešel z domova, takže pak vyrůstal obklopen svými třemi sestrami a matkou.
Období Lomepalovy středoškolské docházky dobře ilustruje následující situace: mladý Antoine byl vyloučen z Rodinovy střední školy v pařížském 13. obvodu a dokonce zapříčinil přeložení její ředitelky. O tomto období řekl: „Doma byla válka: můj otec se sbalil, moje matka byla v nemocnici a moje hlava nebyla ve škole.“ Potom začal se studiem filmového střihu, s tím ale také přestal, aby se mohl naplno věnovat rapu.

### Počátky hudební kariéry (2011-2016)
Ve svých začátcích se Lomepal pohyboval kolem skateboardingové komunity a hip hopového kolektivu Entourage. To jej vedlo k vydání prvního tracku À la trappe v roce 2011. Vydal ji pod pseudonymem Jo Pump ve spolupráci s rapperem Nekfeu, členem kolektivu Entourage. Jako sólový umělec pokračoval svou první rozšířenou nahrávkou (EP) s názvem 20 mesures. V roce 2013 vyšlo druhé EP Le singe fume sa cigarette s producentem Hologramem Lo a belgickým rapperem Caballerem, stejně jako další EP s názvem Cette foutue perle. V roce 2014 pokračoval Lomepal vydáním EP Seigneur a následující rok vydal album Majesté. V roce 2016 vydal EP ODSL ve spolupráci se skupinou S-Two.

### Album Flip (2017)
Své první studiové album FLIP vydal Lomepal 30. června 2017. Obal alba zobrazuje obličej rappera se silným nánosem makeupu na růžovém pozadí, což je na poměrně maskulinní hiphopové scéně velmi netypické. Název FLIP odkazuje na klasický skateboardingový trik - kick-flip (trik se skládá ze skoku a následné podélné rotace prkna). Album bylo propagováno singlem Yeux disent, který zaznamenal rychlý úspěch. Přijetí od kritiky i fanoušků bylo příznivé a v únoru 2018 získal FLIP dvojnásobnou platinu.

### Alba Jeannine (2018) & Amina (2019)
Druhé lomepalovo album s názvem Jeannine vyšlo 7. prosince 2018. Spolupracoval na něm s mnoha dalšími umělci, jako je Roméo Elvis, JeanJass, Orelsan nebo Philippe Katerin. Album bylo oznámeno na konci září 2018 singlem 1000 °C, na který přizval jako hosta Roméa Elvise.
Ve spolupráci s televizí Arte vydal Lomepal v říjnu 2019 film, napůl dokument a napůl live session, nazvaný 3 Jours à Motorbass, ve kterém v akustické verzi hraje skladby převážně ze svých prvních dvou studiových alb. Krátce poté bylo vydáno album se všemi skladbami.
Reedice alba Jeannine, nazvaná Amina, vyšla 25. října 2019. Bylo na ní jedenáct dalších skladeb, včetně pěti dosud nevydaných. Navíc také tři akustické verze, instrumentály a demo.
Název alba Jeannine odkazuje na jeho babičku, která trpěla schizofrenií. Ve svých schizofrenních fázích pak změnila identitu a označovala se jako Amina - odtud název reedice. Jeho babičce je věnována například skladba Beau la folie, která je poctou jejímu svobodomyslnému duchu.
Od roku 2019 je ve vztahu s švýcarskou herečkou Souheilou Yacoub.

### Současnost
Na konci roku 2019 Lomepal oznámil, že si potřebuje dát pauzu od hudby, nahrávání a koncertování. V roce 2021 ale oznámil, že chystá nové album s rockovějším nádechem. V červnu 2022 vydal nový singl s názvem Tee, ve stejném měsíci následovalo vydání skladby Auburn. Zatím poslední Lomepalovo studiové album Mauvais Ordre vyšlo 16. září 2022.

## Diskografie

### Studiová alba
- 2017 : FLIP (reedice v roce 2017 v Deluxe verzi)
- 2018 : Jeannine (reedice v roce 2019 pod jménem Amina)
- 2022: Mauvais Ordre

### EP
- 2011 : 20 mesures
- 2013 : Cette foutue perle
- 2014 : Seigneur
- 2015 : Majesté

### Live
- 2019 : 3 jours à Motorbass